# Гущенко, Дмитрий Викторович
Дми́трий Ви́кторович Гу́щенко (бел. Дзмітрый Віктаравіч Гушчанка; род. 12 мая 1988, Витебск) — белорусский футболист, вратарь «Витебск»

## Карьера

### Клубная
Воспитанник витебской СДЮСШОР «Комсомолец». Первый тренер — Владимир Войтехович.
С 2007 года выступал за дубль родного клуба «Витебск». Во второй половине сезона-2008 был отдан в аренду местному «Мясокомбинату», выступавшему во Второй лиге, в сезоне-2009 — клубу «Славия-Мозырь». В сезоне-2010 дебютирует в основе «Витебска» и становится основным вратарём команды, вытесняя многоопытного Юрия Васютина.
Летом 2011 года перешёл в минское «Динамо». 28 августа в матче против БАТЭ в нанёс тяжёлую травму нападающему борисовского клуба и сборной Беларуси Виталию Родионову.
В 2012 году потерял место в команде и в январе 2013 года был отдан в аренду «Белшине», где стал основным вратарём. По окончании сезона 2013 вернулся в «Динамо», но не появлялся даже на скамейке запасных. В июле 2014 года стал полноправным игроком «Белшины».
В январе 2015 года стал игроком «Витебска». Закрепился в качестве основного вратаря команды. В сезоне 2015 провёл все 26 матчей чемпионата, в сезоне 2016 стал капитаном клуба.
Сезон 2018 начинал как основной вратарь, однако 29 апреля в матче против «Смолевичей» (1:1) получил красную карточку и был удалён, а позднее был отстранён на пять матчей. По прошествии дисквалификации не смог вытеснить из основы Андрея Щербакова.
В сезоне 2019 вновь стал основным вратарём витебской команды. В январе 2020 года проходил просмотр в казахстанском клубе «Каспий», однако в результате решил продлить контракт с «Витебском».
В 2024 году Гущенко получил тренерскую лицензию УЕФА.

### В сборной
Бронзовый призёр молодёжного чемпионата Европы 2011 в Дании.

## Достижения
«Динамо» (Минск)
- Бронзовый призёр чемпионата Беларуси: 2012

Молодёжная сборная Беларуси
- Бронзовый призёр молодёжного чемпионата Европы: 2011